# تيشاون تايلور
تيشاون تايلور (بالإنجليزية: Tyshawn Taylor)‏ مواليد 12 أبريل 1990 في نيوجيرسي، هو لاعب كرة سلة محترف أمريكي بدأ مسيرته الاحترافية في سنة 2012 حيث تم اختياره من قبل فريق بورتلاند ترايل بلايزرز خلال الدرافت. يبلغ طوله 6 قدم 3 بوصة (1.9 م).

## إحصائيات المسيرة

### الموسم الاعتيادي
| السنة   | الفريق      | لعب | بدأ | دقيقة | ميداني% | ثلاثية | حرة  | ارتداد | صنع | استلاب | تصدي | نقطة |
| ------- | ----------- | --- | --- | ----- | ------- | ------ | ---- | ------ | --- | ------ | ---- | ---- |
| 2012–13 | بروكلين نتس | 38  | 0   | 5.8   | .368    | .462   | .556 | .5     | .6  | .3     | .0   | 2.2  |
| 2013–14 | بروكلين نتس | 23  | 3   | 11.7  | .341    | .250   | .800 | .7     | 1.6 | .5     | .0   | 3.9  |
| المسيرة |             | 61  | 3   | 8.0   | .354    | .360   | .684 | .5     | .9  | .4     | .0   | 2.9  |

### التصفيات
| السنة   | الفريق      | لعب | بدأ | دقيقة | ميداني% | ثلاثية | حرة  | ارتداد | صنع | استلاب | تصدي | نقطة |
| ------- | ----------- | --- | --- | ----- | ------- | ------ | ---- | ------ | --- | ------ | ---- | ---- |
| 2013    | بروكلين نتس | 2   | 0   | 1.0   | .000    | .000   | .000 | .0     | .0  | .0     | .0   | .0   |
| المسيرة |             | 2   | 0   | 1.0   | .000    | .000   | .000 | .0     | .0  | .0     | .0   | .0   |

## روابط خارجية
- تيشاون تايلور على موقع الاتحاد الدولي لكرة السلة (الإنجليزية)
- تيشاون تايلور على موقع إن بي أي (الإنجليزية)
- تيشاون تايلور على موقع سبورتس رفرنس (الإنجليزية)
- تيشاون تايلور على موقع كرة السلة الأوروبية.كوم (الإنجليزية)
- تيشاون تايلور على موقع كلية كرة السلة في سبورتس رفرنس.كوم (الإنجليزية)
- تيشاون تايلور على موقع ريلجم (الإنجليزية)
- تيشاون تايلور على موقع بروبوليرز (الإنجليزية)
- تيشاون تايلور على موقع سبورتس رفرنس (الإنجليزية)
- تيشاون تايلور على موقع سبورتس رفرنس (الإنجليزية)